# Gonomyia salmani
Gonomyia salmani är en tvåvingeart som beskrevs av Alexander 1927. Gonomyia salmani ingår i släktet Gonomyia och familjen småharkrankar.
Artens utbredningsområde är El Salvador. Inga underarter finns listade i Catalogue of Life.